# Kanovsko
Kanovsko je část obce Vlkoš v okrese Přerov. Nachází se na východě Vlkoše. Kanovsko je také název katastrálního území o rozloze 2,54 km².

## Přírodní poměry
Kanovsko stojí v rovinaté krajině Hornomoravského úvalu, konkrétně v jeho okrsku Středomoravská niva tvořeném kvartérními náplavy řeky Moravy. Ty se skládají ze spodního souvrství štěrkopísků, na nichž leží písčité hlíny a hlinité písky. Dům čp. 25 je chráněn jako přírodní památka Vlkoš – statek, vyhlášená k ochraně letní kolonie netopýra brvitého.